# Bausch & Lomb Championships 1984
Il  Bausch & Lomb Championships 1984 è stato un torneo di tennis giocato sulla terra verde. È stata la 5ª edizione del torneo, che fa parte del Virginia Slims World Championship Series 1984. Si è giocato all'Amelia Island Plantation di Amelia Island negli USA dal 16 al 22 aprile 1984.

## Campionesse

### Singolare
Martina Navrátilová ha battuto in finale  Chris Evert con il punteggio di 6–2, 6–0

### Doppio
Kathy Jordan /  Anne Smith hanno battuto in finale  Anne Hobbs /  Mima Jaušovec con il punteggio di 6–4, 4–6, 6–4